# Шпуртигель
Шпуртигель — одна з технологічних ємностей у металургії. Відома з джерел Середньовіччя.
Згадується в середньовічних виданнях з гірництва та металургії, зокрема, в 11 розділі книги «De Re Metallica» Георга Агріколи (1556 р.):
| ...у кожній печі ставиться попереду, праворуч, мідна виливниця, в яку зі шпуртигеля виливають сплав міді зі свинцем, щоб можна було отримати зливки однакової маси. |